# Pelagothuriidae
De Pelagothuriidae zijn een familie van zeekomkommers uit de orde Elasipodida.

## Geslachten
- Enypniastes Théel, 1882
- Pelagothuria Ludwig, 1893

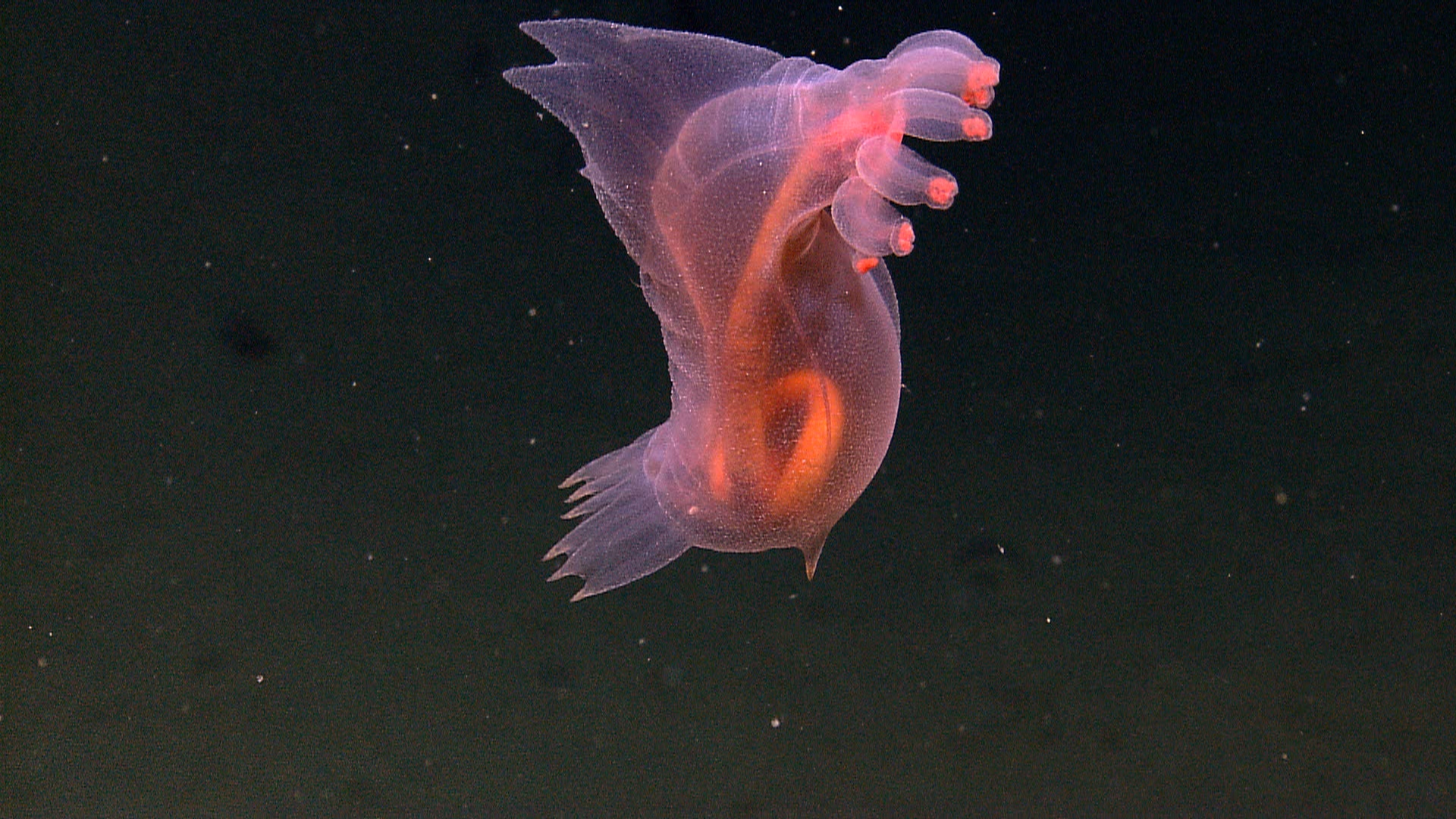
Enypniastes cf. eximia
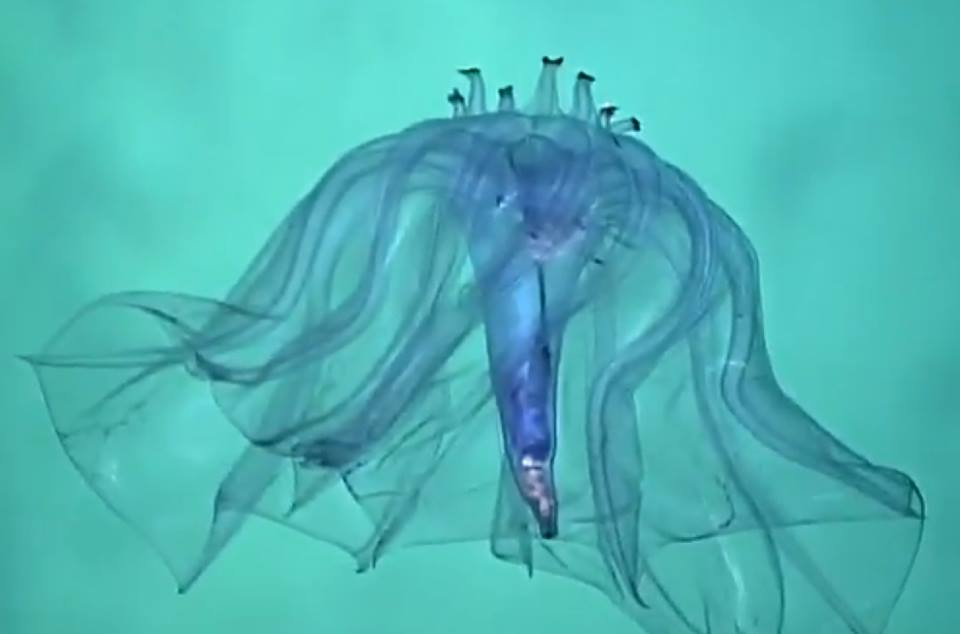
Pelagothuria natatrix